# Harvey Jason
Harvey Paul Jason (Londres, 29 de febrero de 1940) es un actor británico y copropietario de Mystery Pier Books, una tienda de libros independiente que vende primeras ediciones.
Jason nació en Londres, Inglaterra, hijo de Marie Goldblatt y del actor Alec Jason. Participó en películas como Locos al volante y The Lost World: Jurassic Park. También interpretó docenas de papeles en televisión, en los años 1970 y 1980, incluyendo Pinky en Rich Man, Poor Man y Harry Zief en Captains and the Kings, ambos en 1976.
Está casado con la también actriz Pamela Franklin, a quien conoció en el rodaje de Necromancy en 1972, y con quien tiene dos hijos. Él es propietario de Mistery Pier Books, en West Hollywood, California, el cual opera con su hijo, Louis. Ellos abrieron su tienda y comenzaron a cotizar en AbeBooks en 1998. Finalizó su carrera como actor en 2004, para poder dedicarse completamente a su negocio.